# خشوئیه
خشوئیه، روستایی از توابع بخش باغ بهادران شهرستان لنجان در استان اصفهان ایران است.

## جمعیت
این روستا در دهستان چم رود قرار دارد و براساس سرشماری مرکز آمار ایران در سال ۱۳۸۵، جمعیت آن ۱۹۳ نفر (۵۶خانوار) بوده‌است لازم به توضیح است که اکثر مردم این روستا در دهه‌های ۶۰ و ۷۰ به اصفهان، زرین شهر و فولادشهر مهاجرت کرده‌اند.
جمعیت این روستا در دهه ۶۰ حدود ۳۰۰۰ نفر بوده‌است.

## موقعیت جغرافیای
این روستا در یکی از پیچ و خم‌های رودخانه زاینده رود در لنجان واقع شده‌است.
برای رسیدن به روستای خشوئیه از این مسیر باید عبور کرد:
اصفهان اتوبان ذوب آهن - باغ بهادران- کرچگان- برنجگان و مقصد نهایی خشوئیه.
با نصب پل های آهنی که بعد از انقلاب بر روی رودخانه زاینده رود در روستای خشوئیه و سایر روستاهای بالا دست انجام شد و همین‌طور جاده آسفالته که متعاقب آن ساخته شد، هم‌اکنون بسیاری از روستاهای بالادست رودخانه از مسیر خشوئیه عبور می‌کنند.
نصب پل های فلزی باعث شده که از مسیر خشوئیه می‌توان به روستاهای سرسبز و زیبای ساحلی آیدغمیش، زردخشوییه، پرکستان، روستاهای معروف به چم (چم علیشاه، چم یوسفعلی، چم کهریز، چم نار، چم گاو، چم تاق، و…) نهایتاً شهر سامان در استان چهارمحال و بختیاری رسید. 

## جاذبه‌ها
از جمله مکان های دیدنی این محل،  چناری بزرگ است که متخصصان، عمر این چنار را  بیش از ۱۰۰۰ سال تخمین زده‌اند.
ساحل زیبا و جویهای پر از آب که از بعضی منازل عبور می کند از دیگر فضاهای دیدنی به حساب می آیند. 
همچنین خانه های کاهگلی با درب هایی به قدمت دوره قاجار و سگنفرش های معابر عمومی ، این روستا را بسیار دیدنی تر کرده است.